# Incendio de Universal Studios de 2008
El incendio de Universal Studios de 2008 ocurrió el 1 de junio en el lote trasero de Universal Studios Hollywood, un estudio de cine y parque temático estadounidense en el área del Valle de San Fernando del condado de Los Ángeles, California, Estados Unidos.
El incendio comenzó cuando un trabajador usó un soplete para calentar tejas de asfalto que se aplicaban a una fachada. El trabajador se fue antes de comprobar que todos los puntos se habían enfriado y se produjo un incendio. Nueve bomberos y un alguacil del condado de Los Ángeles sufrieron heridas leves. El fuego se apagó después de 12 horas.
Universal Pictures afirmó que el incendio solo destruyó una porción de tres acres (1.2 ha) del lote trasero de Universal, incluida la atracción King Kong Encounter y 40 000 a 50 000 copias archivadas de videos y películas digitales. Un reporte de New York Times Magazine de junio de 2019 afirmó que el incendio también destruyó 118 000 a 175 000 cintas maestras de audio pertenecientes a Universal Music Group (UMG). Esto incluyó grabaciones originales de algunos de los artistas más vendidos en todo el mundo, como Cher, Eric Clapton, Neil Diamond, The Eagles, Eminem, Guns N' Roses, Janet Jackson, Elton John, Olivia Newton-John, George Strait, Barry White y The Who. Inicialmente, UMG cuestionó la historia, pero el director ejecutivo Lucian Grainge luego confirmó que había habido una pérdida significativa de los archivos musicales.

## Incendio
El 1 de junio de 2008, se produjo un incendio en Universal Studios Lot, el lote trasero de Universal Studios. El incendio comenzó 
cuando un trabajador estaba usando un soplete para calentar tejas de asfalto que se aplicaban a una fachada. El Departamento de Bomberos del condado de Los Ángeles informó que Brownstone Street, New York Street, New England Street, la atracción King Kong, algunas estructuras que componen Courthouse Square y Video Vault, que contenía duplicados de la biblioteca de películas de Universal, se habían incendiado. Las imágenes aéreas capturaron el edificio Courthouse sobreviviendo a su tercer incendio, con solo el lado oeste ligeramente carbonizado.
Más de 516 bomberos respondieron, así como dos helicópteros arrojando agua. Nueve bomberos y un alguacil del condado de Los Ángeles sufrieron heridas leves. El incendio tardó al menos 12 horas en extinguirse, en parte debido a la baja presión del agua debido a la baja capacidad de las tuberías de Universal; los bomberos tuvieron que aprovechar arroyos y lagos.
Los ejecutivos de Universal inicialmente afirmaron que el incendio destruyó entre 40 000 y 50 000 copias archivadas de videos y películas digitales de películas y programas de televisión de Universal, algunos de casi un siglo de antigüedad, incluidas las películas Knocked Up and Atonement, las series de NBC Law & Order, The Office y Miami Vice y la serie de CBS Yo amo a Lucy. El presidente de Universal, Ron Meyer, dijo a los medios que «no se perdió nada irremplazable» y que tenían duplicados de todo lo destruido.
Varios días después del incendio, se informó que la atracción de King Kong sería reemplazada por una nueva atracción. Sin embargo, Universal volvió a su plan original, basando la nueva atracción, King Kong: 360 3-D, en la película de King Kong de 2005.

## Informe deThe New York Timesde 2019
The New York Times Magazine publicó un artículo de investigación del periodista musical Jody Rosen el 11 de junio de 2019, que reveló que el daño fue mucho más grave de lo que el estudio había afirmado. El incendio había destruido totalmente el Edificio 6197, un almacén contiguo a la atracción de King Kong. Además de más videos, albergaba un gran archivo de cintas maestras de audio analógicas pertenecientes a Universal Music Group (UMG). La colección incluía los catálogos de cintas maestras de muchas etiquetas adquiridas por UMG, incluyendo Chess, Decca, MCA, Geffen, Interscope, A&M, Impulse! y sus etiquetas subsidiarias. Las estimaciones de los artículos individuales perdidos varían de 118 000 a 175 000 álbumes y cintas maestras de sencillos de 45 rpm, discos maestros de vinilo, lacas y acetatos, así como toda la documentación contenida en las cajas de cinta. Muchas cintas contenían grabaciones inéditas, como tomas descartadas, versiones alternativas de material publicado y multipistas instrumentales «submaestras» creadas para doblaje y mezcla. Randy Aronson, gerente de la bóveda en ese momento, estima que las copias maestras de hasta 500 000 canciones individuales se perdieron.
Entre las pérdidas se encontraba todo el catálogo de AVI Records, todos los maestros de Decca desde la década de 1930 hasta la década de 1950, la mayoría de las copias maestras de Chess originales que incluían artistas como Chuck Berry, Muddy Waters y Howlin' Wolf, así como la mayoría de las cintas de las copias maestras de John Coltrane de su carrera posterior en Impulse!. En Twitter, Rosen declaró que las copias maestras de Coltrane se encontraban entre los elementos de Impulse más revisados en la bóveda, y una fuente le había dicho que las copias maestras de A Love Supreme probablemente estaban en otro lugar durante el incendio.
El 25 de junio, Rosen escribió un artículo de seguimiento, enumerando al menos 700 artistas adicionales nombrados en documentos internos de UMG como posiblemente afectados. Rosen escribió que era imposible determinar qué grabaciones habían sido destruidas o qué parte de la discografía de un artista había sido afectada. Por ejemplo, Rosen dijo que era difícil confirmar si las grabaciones de Neil Young enumeradas en los documentos eran las cintas maestras originales de los álbumes que grabó para Geffen Records en la década de 1980 o las tomas de sesión de esas grabaciones. Rosen tuiteó que los documentos también enumeraban varias grabaciones de elencos de obras de Broadway entre las cintas destruidas.

### Respuestas de artistas
Bryan Adams, el baterista de Semisonic, Jacob Slichter y el cantante de Counting Crows, Adam Duritz dijeron que les habían dicho que UMG había perdido sus cintas. Richard Carpenter le dijo al Times que había sido informado sobre la destrucción de sus cintas por un empleado de UMG mientras estaba trabajando en una nueva emisión, y solo después de haber realizado múltiples y persistentes preguntas al respecto. Después de la publicación de los artículos de Rosen, varios músicos afectados publicaron reacciones en las redes sociales, y algunos señalaron cintas específicas que podrían haberse perdido. Por ejemplo, la cantante y compositora Jill Sobule dijo que había perdido dos cintas maestras en el incendio, incluidas las cintas de un álbum inédito producido por Joe Jackson.
El 21 de junio de 2019, cinco demandantes —el cantante y compositor Steve Earle, los representantes de las propiedades de los difuntos Tupac Shakur y Tom Petty, y las bandas Hole y Soundgarden— presentaron una demanda colectiva en el Tribunal de Distrito de los Estados Unidos para el Distrito Central de California contra UMG. En la demanda legal, los demandantes afirman que UMG nunca les contó a los artistas sobre los efectos del incendio y que incumplió sus contratos con sus artistas al no asegurar adecuadamente su colección de cintas maestras. La queja también afirma que UMG no compartió el seguro o los pagos legales recibidos del incendio, y declara: «UMG ocultó su recuperación masiva de los demandantes, aparentemente con la esperanza de que pudiera guardarlo todo ocultando la verdad en documentos judiciales sellados y un acuerdo confidencial acuerdo». La demanda también alega que Universal había compilado una lista de inventario maestro de cintas maestras que habían sido destruidas. Los demandantes buscan recuperar la mitad de los pagos de seguro que UMG recibió del incendio y la mitad de las pérdidas que no fueron cubiertas por esos acuerdos. Un abogado de la industria no involucrado le dijo a Billboard que el caso se refería a los derechos de propiedad, con respecto a si UMG o los artistas eran los propietarios de las cintas maestras. El 17 de julio, Universal presentó una moción para desestimar la demanda colectiva.

### Respuesta de UMG
En una declaración del 11 de junio de 2019, UMG cuestionó el artículo del The New York Times, diciendo que contenía «numerosas imprecisiones» y «malentendidos fundamentales sobre el alcance del incidente y los activos afectados», pero no pudo revelar detalles debido a «restricciones».
En una entrevista a Billboard, el archivista de UMG Patrick Kraus dijo que varias copias maestras de Impulse! Records, John Coltrane, Muddy Waters, Ahmad Jamal, Nashboro Records y Chess Records sobrevivieron al incendio y todavía estaban en el archivo de Universal. Rosen respondió en su artículo del 25 de junio, señalando que algunos de los maestros que Kraus había mencionado pueden haber sobrevivido al incendio porque estaban siendo utilizados para remasterizar proyectos en ese momento, o no eran el maestro fuente principal. Aronson le confirmó a Rosen que la gran mayoría de los elementos en la bóveda en el momento del incendio eran grabaciones maestras originales y de fuente primaria.
En un correo electrónico al personal después de la publicación de la historia de Rosen, el director ejecutivo Lucian Grainge confirmó que UMG había sufrido una grave pérdida de material de archivo. Grainge escribió: «Si bien los primeros informes de nuestro equipo me han aliviado un poco de que muchas de las afirmaciones y especulaciones posteriores no son precisas, una cosa está clara: la pérdida de incluso una sola pieza de material archivado es desgarradora». Escribió que era «completamente inaceptable» que sus artistas no conocieran los detalles y se comprometieron a entregar «respuestas». El 26 de junio, Kraus emitió un memorando al personal que detallaba el plan de UMG para determinar qué activos habían sido afectados.
El 17 de julio de 2019, Kraus emitió una nota interna para el personal de Universal, que afirmaba que solo 22 grabaciones maestras originales de cinco artistas se perdieron en el incendio, y se encontraron copias de seguridad para cada maestro perdido. Agregó que UMG ha recibido solicitudes de más de 200 artistas y sus representantes. Kraus dijo que su equipo había revisado más de 26 000 activos de treinta artistas. De esa muestra, 424 activos (incluidas 349 grabaciones de audio) podrían haberse perdido debido al incendio.